# Lực đẩy Archimedes

Phân tích tác dụng lực đẩy Archimedes

Lực đẩy Archimedes (hay lực đẩy Ác-si-mét) là lực tác động bởi một chất lưu (chất lỏng hay chất khí) lên một vật thể nhúng trong nó, khi cả hệ thống nằm trong một trường lực của Vật lý học (trọng trường hay lực quán tính). Lực vật lý học này có cùng độ lớn và ngược hướng của tổng lực mà trường lực tác dụng lên phần chất lưu có thể tích bằng thể tích vật thể chiếm chỗ trong chất này. Lực này được đặt tên theo Archimedes, nhà bác học người Hy Lạp đã khám phá ra nó. Lực đẩy Archimedes giúp thuyền và khí cầu nổi lên, là cơ chế hoạt động của sự chìm nổi của tàu ngầm hay cá, và đóng vai trò trong sự đối lưu của chất lưu.

## Sự nổi
Nếu thả một vật ở trong lòng chất lỏng thì:
- Vật chìm xuống khi lực đẩy Archimedes nhỏ hơn trọng lượng FA < P
- Vật nổi khi:  FA > P và dừng nổi khi FA = P
- Vật lơ lửng trong chất lỏng (trong lòng chất lỏng hoặc trên mặt thoáng) khi FA = P

Vậy nói một cách dễ hiểu, vật sẽ nổi khi "trọng lượng riêng tổng hợp" của nó nhỏ hơn trọng lượng riêng của nước. Điều này có thể lý giải việc tàu to và nặng gấp nhiều lần so với chiếc kim lại có thể nổi. Chiếc kim tuy nhẹ nhưng thể tích chiếm nước nhỏ nên trọng lượng riêng sẽ lớn còn tàu tuy nặng nhưng thể tích chiếm nước rất lớn do đó "trọng lượng riêng tổng hợp" sẽ nhỏ. Kết cấu thân vỏ tàu là kết cấu vỏ có khung gia thường làm bằng thép. Về một khía cạnh nào đó bên trong lớp tôn vỏ tàu hoàn toàn "rỗng" dẫn đến thể tích chiếm nước lớn.
Trọng lượng tàu luôn thay đổi nên "trọng lượng riêng tổng hợp" cũng luôn thay đổi theo. Khi ta chất hàng vào tàu, tàu sẽ chìm dần ứng với công thức bên trên. Nếu ta chất quá nhiều hàng, tàu chìm đến mức mà nước sẽ tràn vào chiếm chỗ các không gian trong các kết cấu vỏ rỗng, các khoang, các két, một mặt làm tăng trọng lượng tàu, một mặt làm giảm thể tích chiếm nước kết quả là "trọng lượng riêng tổng hợp" tăng và giá trị này lớn hơn trọng lượng riêng của nước. Nói cách khác - tàu đang chìm. Tất cả các phân tích trên đây chỉ đúng khi đảm bảo giả thuyết tàu đang ổn định, không nghiêng, không chúi.
Khi thả một vật xuống nước, trên bề mặt Trái Đất, nếu vật có trọng lượng riêng nhẹ hơn trọng lượng riêng của nước thì nó sẽ nổi lên trên mặt nước, do trọng lực của vật kéo nó xuống nhỏ hơn lực đẩy Archimedes nên vật nổi hoàn toàn. Trạng thái cân bằng đạt được khi lực đẩy Archimedes bằng trọng lực của vật, và vật chiếm một thể tích trong nước nhỏ hơn tổng thể tích của nó. Nếu khối lượng riêng của vật này nặng hơn nước thì nó sẽ chìm xuống, do lực đẩy Archimedes lớn nhất có được khi vật chìm hoàn toàn cũng không đủ thắng trọng lực tác dụng vào vật.

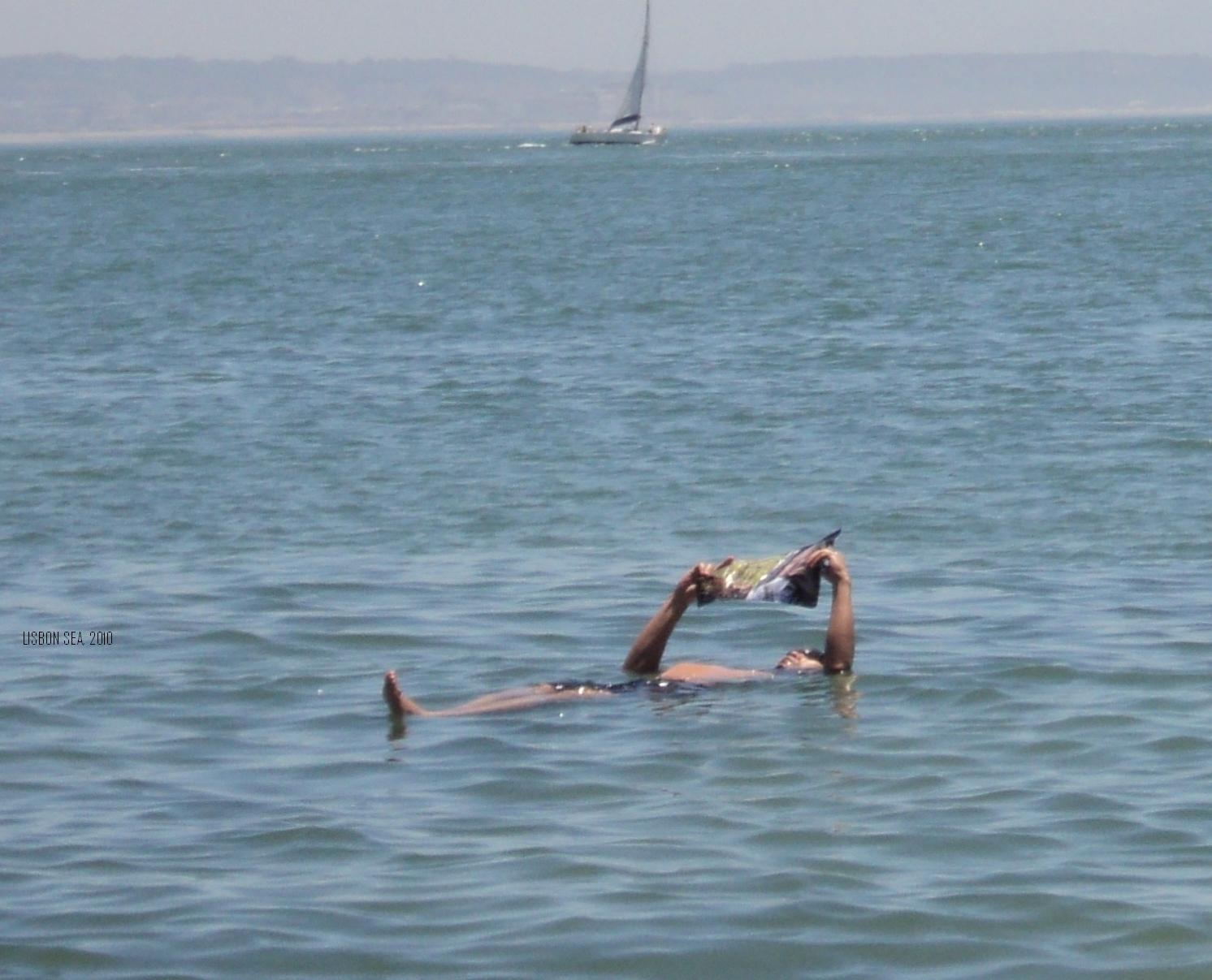
Nếu biết chọn tư thế nằm thích hợp, lực đẩy Archimedes còn làm cho ai cũng có thể nổi được rất lâu trên mặt nước mà không cần bơi. Thậm chí ta có thể nằm đọc báo như ở hình trên, kể cả ở nước ngọt (ở sông, hồ) và nước biển thông thường.
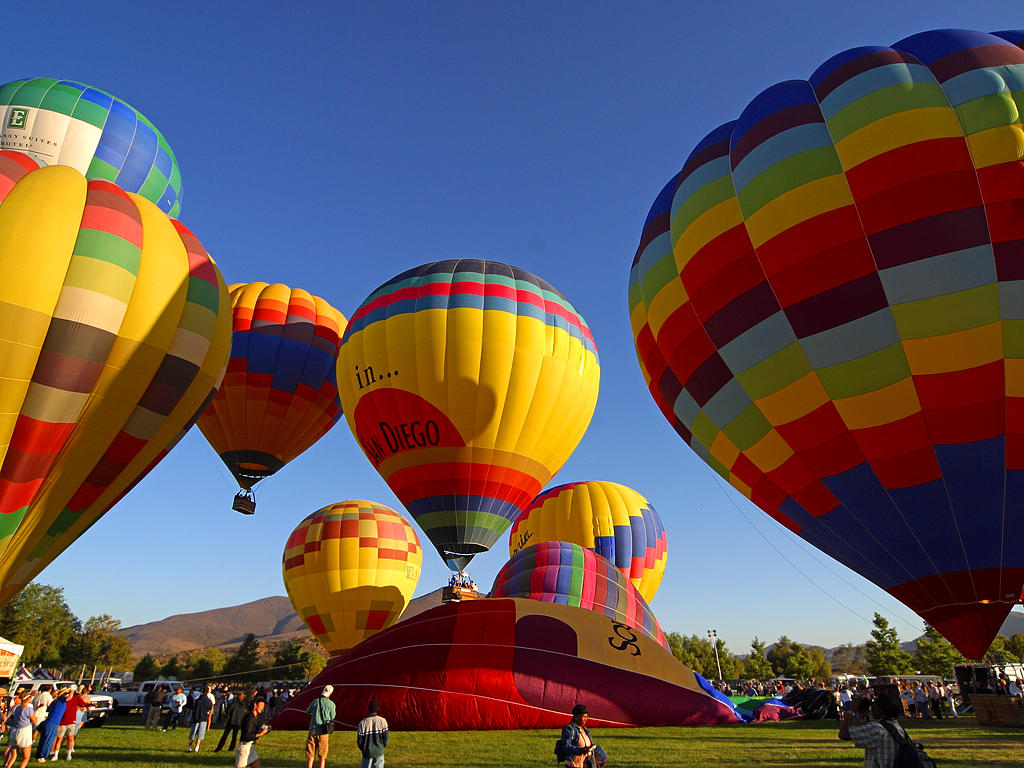
Khinh khí cầu hoạt động nhờ lực đẩy Archimedes.

## Công thức tính lực đẩy Ác-si-mét
Lực Ác si mét xuất hiện từ tác dụng của áp suất chất lỏng (hay khí) trên bề mặt vật thể. Công thức cho tổng lực áp suất:
FA = d.V
- P - áp suất trên bề mặt vật thể (N/m2)
Hàm P cho chất lỏng tĩnh:
P(z) = ρl g z + P0
- ρl - tỉ trọng chất lỏng (kg/m3)
- g - hấp dẫn (m/s2)
- z - độ sâu dưới bề mặt chất lỏng (m)
- P0 - áp suất trên bề mặt chất lỏng (N/m2)
(áp suất thuộc độ sâu). Áp dụng định luật Gauss biến đổi cộng thức này thành:
FA = ∬ P n dS = ∭ ∇P dV = ∭ ρl g dV k = ρl g V k
- dV - miếng thể tích vật thể (m3)
- V - thể tích vật thể (m3)
- k - vectơ đơn vị hướng z
Đây là kết quả lực đẩy Ác-si-mét bằng tích của tỉ trọng của chất lỏng nhân thể tích bị vật chiếm chỗ. Phương pháp ở trên có thể dùng cho trường chất lỏng tỉ trọng không đều như 2+ chất lỏng khác nhau (ví dụ cục sắt nổi trên thủy ngân dưới nước) hay chất lỏng đổi tỉ trọng tùy áp suất.

## Phân tích nâng cao
Lực đẩy không xem xét sức căng bề mặt (lực mao dẫn) tác động lên vật. Hơn nữa, lực đẩy Archimedes không áp dụng được trong chất lỏng phức tạp.
Có một ngoại lệ đối với nguyên tắc của Archimedes được gọi là trường hợp dưới cùng (hoặc bên). Điều này xảy ra khi một bên của vật chạm vào đáy (hoặc bên) của tàu mà nó bị ngập trong nước, và không có chất lỏng nào thấm vào dọc theo bên đó. Trong trường hợp này, lực đẩy ròng là khác với lực đẩy Archimedes, do thực tế là do không có chất lỏng nào thấm vào bên đó, nên sự đối xứng của áp lực đã bị phá vỡ.